# 間島事件
間島事件（かんとうじけん）または琿春事件（こんしゅんじけん）とは、朝鮮と国境を接する間島の一部である中華民国吉林省（当時、間島省）の琿春が1920年9月12日と10月2日の2回にわたり馬賊などにより襲撃された事件。

## 経過

### 背景
当時、元義兵などで亡命あるいは日本の朝鮮進出により朝鮮での耕作権を失うという形で朝鮮人が多数、間島に流入していた。彼らの中には1919年の三・一独立運動を受け、日本からの独立運動を起こして武力闘争の準備を進める者も存在（独立軍）、朝鮮独立運動の拠点となり、日中の国境問題も絡んで緊張を増していた（間島問題）。匪賊の出没する土地柄の上、さらに近隣のロシア領では革命による内戦が勃発、日本軍は居留民保護等を名目にシベリア各地に出兵、周囲の政治情勢は混乱を極め、朝鮮人の中にはパルチザンとなり赤軍に協力、1920年3月からの尼港事件ではニコラエフスクの駐留日本軍を殲滅、在留邦人を皆殺しにする事件も起こった。

### 第一次琿春事件
1920年9月12日午前5時頃、中国人馬賊約300人は、琿春市街を襲い掠奪し、市街の目抜きに放火し、40戸余りを焼却した。当時市内には相当数の中国軍部隊がいたが、兵士は萎縮し屋内に退避、日本領事館に避難する者もいた。馬賊が引き上げるや、一部はともに掠奪に加わった。その後、王西海が率いる馬賊が再び襲ってくるとの風説が広まり、16日から中国人や朝鮮人の中には避難する者も出始めたため、慶源守備隊から適時連絡兵を派遣して警備することとなった。その後、それら馬賊は奥地へ引き上げたとの情報が入り、人心は小康した。

### 第二次琿春事件
事件前の9月30日、約50人の馬賊は、琿春県大荒溝の中国軍の工兵営（定員34人）を襲い、大部分を拉致し、武器弾薬の全てを奪取している。
10月1日午後4時、馬賊頭目の鎮東が青溝子に到着したとの情報が入り、午後6時に中国工兵60人が出て東門辺りの警備を始めた。日本人は自警団を組むことなく、領事館への避難は随意とし、その安全は警部1人、日本人警察官10人に委ねられた。領事は同夜に急使を発し、午前12時に慶源守備隊に到着、守備隊は午前3時50分に特務曹長以下10人を琿春に向けて派遣した。
10月2日午前4時、琿春に400人の馬賊が来襲、中国製37mm軽砲3門を付近の125高地から適宜発射しつつ、先ず市街西端にある日本領事館付近の中国兵を撃退、100人程が喚声を上げて領事館の各門に殺到、新型手榴弾を投げ込みつつ小銃を発砲した。領事館の武装人員は10余人であり、衆寡敵せず、馬賊は領事館に放火、手榴弾を投げ込み、一時間後にラッパを吹きながら居留地方面の中国人街に向かった。居留地では掠奪をつくし、一部の家屋を焼却した。慶源守備隊の到着は遅れ、馬賊は日本人1人、中国人・朝鮮人数人を拉致して午前8時頃ラッパを吹きながら来た方向と同じ方角に帰っていき、中国軍の一部は追撃したが、若干の損害を与えたのみであった。
この襲撃により領事館警察署長、朝鮮人巡査、在郷軍人の3人は戦闘により、その他男性6人、女性2人、子供2人の計13人が殺害され、重傷11人（うち1人後に死亡）、軽傷20余人を出した。馬賊側は30余人の遺棄死体を残した。被害者はほとんど日本人であり、朝鮮人は3人、中国人は1人であった。在留日本人は女性と子供の全て、男性は三分の一を慶源に引き上げ、中国人・朝鮮人も田舎へ避難する者が多く、市街は閑散とした。

## 影響
これについて日本軍は、目撃証言、話していた言語、その遺棄死体の服装や遺留品などから、襲撃部隊の内訳は、ロシア人5人、朝鮮人約100人、中国官兵数十人が混ざっていたとした。原内閣は10月7日に閣議を開き、かねてから危険視していた「不逞鮮人」から領事館と居留民を守るために「自衛的措置」として間島への出兵を決定した。これに対して中国政府は12日に抗議声明を出し、日本側が逆に中国側の取締の甘さを批判するなど外交的な応酬が続く中、関東軍・朝鮮軍などを動員して間島に出兵した。更に奉天軍閥の張作霖も日本側に同調して政府の意向を無視して援軍を派遣した。10月下旬には間島出兵最大の激戦とも言われている青山里戦闘が行われている。
ところが、12月に日本側が独断で間島に警察分署を設置すると、一度は状況に押されて出兵を容認した中国側も再び態度を硬化、中国本土でも反日運動が激化したために日本側は翌1921年1月に軍隊を撤退した。この間に3000人とも言われる朝鮮人が殺害され、中には独立運動と無関係な者も含まれていたと言われている。
日本では主に日本人側の被害ばかりが報じられ、第二の尼港事件と喩える声もあった。尼港事件における中国砲艦による日本軍守備隊への砲撃事件とともに日中間で交渉が行われ、尼港の砲撃事件は中国側が日本側要求を受け入れたことにより解決したが、琿春事件のほうは事態が収拾されず、1930年の間島暴動へと続くことになる。

## 謀略説
韓国系の文献は、朝鮮人の参加が確証されていない琿春事件が、日本が間島出兵の口実を作るための謀略で、被害も誇大に宣伝した、と主張している。韓国系の文献によれば、日本軍が馬賊の長江好を買収して琿春を襲撃させたのであり、日本人の犠牲者は共同作戦を取った彼の部下でない馬賊の手によるものであるとしている。ただし、長江好の縄張りは西間島であって琿春は管轄外、襲撃者が日本領事館に被害を与えなかったとするなど、日本側の文献と異なる主張もある。
中国系の文献においても同じように、延辺（間島の中国側呼称）出兵の口実を作るための謀略と主張されている。それによれば、日露戦争時代から日本軍は馬賊のなかでも親日的な集団に武器の供与や軍事教育を行っており、琿春事件は彼ら親日派馬賊を使った「自作自演の苦肉計」とされる。事件前に日本軍の部隊が韓国独立軍の調査を名目に中国領へ侵入していたことや、事件後の中国側の調査で日本製の武器が発見されたことなどをその証拠に挙げている。また、日本領事館を襲撃したのは、拘禁されていた独立軍兵士を救出するためとしている。関東軍やソ連が一部の馬賊を工作隊として利用していたのは事実だが、こちらも襲撃者が「救出」した朝鮮人の人数や日本軍に関する記述などが日本側の文献とは異なる。